# Fritz Höhne Bielefeld
Die FHB original GmbH & Co. KG (zumeist bekannt als Fritz Höhne Bielefeld, FHB oder Original Bielefelder Zunftkleidung) mit Sitz in Spenge ist ein deutsches familiengeführtes Traditionsunternehmen, das Zunftbekleidung sowie Berufsbekleidung herstellt. Es gilt im Segment der Zunftkleidung weltweit als Marktführer und erhielt 2016 das von Florian Langenscheidt in Zusammenarbeit mit dem Zeitverlag vergebene Prädikat „Marke des Jahrhunderts“, als deutsche gattungsprägende Marke.

## Geschichte
Bevor Fritz Höhne 1943 das Unternehmen Firma Höhne & Mischke in Bielefeld gründete, wurde bereits seit 1894 die Original Bielefelder Zunftkleidung hergestellt. Höhne beschäftigte sich von Anfang an ausschließlich mit der Herstellung von Zunftkleidung und entsprechendem Zunft-Zubehör. Das Unternehmen wurde durch die Historie seit 1894 und den Produktionsstandort zunächst bekannt als Original Bielefelder Zunftkleidung, bis sich daraus Mitte der 1950er Jahre aus den Initialen von Franz Höhne aus Bielefeld und der Abbildung zweier Handwerksgesellen die Wort- und Bildmarke FHB entwickelte. Im Jahr 1970 zog das Unternehmen etwa 16 km entfernt von Bielefeld an seinen heutigen Standorte in Spenge. Im Jahr 1997 übernahm Peter Hoffmann, Neffe des Unternehmensgründers, die Geschäftsleitung bei Höhne & Mischke und im Jahr 1999 wurde der 1857 gegründete traditionsreiche Hersteller von Zunftkleidung Wilh. Boetticher aus Hannover sowie die dazugehörige Marke ins Unternehmen eingegliedert. Im Jahr 2005 stattete das Unternehmen die Darsteller des Tatort: Tod auf der Walz mit FHB-Zunftkleidung aus.

## Produkte
FHB hat auf dem Markt der Zunftkleidung in Deutschland einen Marktanteil von etwa 80 % und gilt weltweit als Marktführer. Anfänglich bestand das Sortiment ausschließlich aus Zunftkleidung, später wurde es um allgemeine Berufsbekleidung erweitert. Die unter der Marke FHB vertriebene Kleidung wird zu etwa 65 % in Deutschland und Europa sowie etwa 35 % in Laos und China hergestellt. Kleidung der Marke Boetticher wurde schon vom ursprünglichen Unternehmen seit den 1980er Jahren in Polen hergestellt, wo sich auch heute noch die Produktion befindet. Die Zunftkleidung von FHB wird überwiegend in Deutschland und teilweise in traditioneller Handarbeit gefertigt. Maßgeschneiderte Zunftkleidung wird ausschließlich in Handarbeit in Deutschland gefertigt. Neben dem Produktions- und Verwaltungsstandort in Spenge verfügt FHB dort ebenfalls über einen Logistikstandort mit einer Fläche von 5000 m². Der Verkauf erfolgt nicht direkt bei FHB oder über deren Website, sondern über etwa 1500 Verkaufsstellen und Vertriebspartner.

## Auszeichnungen
- 2016: Marke des Jahrhunderts[6]
- 2017: Nominierung für den German Brand Award in der Kategorie Fashion[9]
- 2017: Sonderpreis des German Brand Award für konsequente Markenführung[10]
- 2018: German Brand Award in der Kategorie Fashion[11]